# Pacific 5 Nations 2006
Das Pacific 5 Nations 2006 war ein Rugby-Union-Turnier im pazifischen Raum. Beteiligt waren die Nationalmannschaften von Fidschi, Japan, Samoa und Tonga sowie das neuseeländische Auswahlteam Junior All Blacks. Zwischen dem 3. Juni und dem 1. Juli 2006 fanden zehn Spiele statt, wobei jede Mannschaft je einmal gegen die fünf anderen antrat. Den Titel gewannen die Junior All Blacks. Im darauf folgenden Jahr erweiterte der International Rugby Board den Wettbewerb zum Pacific Nations Cup.

## Tabelle
|    | Team              | Spiele | Siege | Unent. | Ndlg. | Spiel- punkte | Diff. | Bonus- punkte | Tabellen- punkte |
| -- | ----------------- | ------ | ----- | ------ | ----- | ------------- | ----- | ------------- | ---------------- |
| 1. | Junior All Blacks | 4      | 4     | 0      | 0     | 167:47        | + 120 | 4             | 20               |
| 2. | Samoa             | 4      | 2     | 0      | 2     | 121:88        | + 33  | 3             | 11               |
| 3. | Fidschi           | 5      | 1     | 1      | 3     | 92:94         | − 2   | 2             | 10               |
| 4. | Tonga             | 4      | 2     | 0      | 2     | 91:113        | − 22  | 1             | 9                |
| 5. | Japan             | 4      | 0     | 0      | 4     | 48:177        | − 129 | 0             | 0                |

Die Punkteverteilung war wie folgt:
- 4 Punkte bei einem Sieg
- 2 Punkte bei einem Unentschieden
- 0 Punkte bei einer Niederlage (vor möglichen Bonuspunkten)
- 1 Bonuspunkt bei vier Versuchen in einem Spiel
- 1 Bonuspunkt bei einer Niederlage mit weniger als sieben Punkten Unterschied

## Ergebnisse
| 3. Juni 2006 15:00 FJT | Fidschi                                                            | 17 : 35        | Junior All Blacks                                                                                          | National Stadium, Suva Zuschauer: 25.000 Schiedsrichter: Craig Joubert (Südafrika) |
| 3. Juni 2006 15:00 FJT | Versuche: Ratuva Caucaunibuca Erhöhungen: Bai (2) Straftritte: Bai | (7:30) Bericht | Versuche: Williams Blackie McIntyre Leo’o Erhöhungen: McIntyre (2) Donald Straftritte: Donald (2) McIntyre | National Stadium, Suva Zuschauer: 25.000 Schiedsrichter: Craig Joubert (Südafrika) |

| 4. Juni 2006 15:00 JST | Japan                                                    | 16 : 57         | Tonga | Honjō-Stadion, Kitakyūshū Zuschauer: 8.100 Schiedsrichter: Bryce Lawrence (Neuseeland) |
| 4. Juni 2006 15:00 JST | Versuche: Oto Erhöhungen: Ōnishi Straftritte: Ōnishi (3) | (13:17) Bericht | Versuche: Fifita (2) Filipine Hala’ufia Hehea Tuʻifua Tuʻipulotu Vaikona Erhöhungen: Hola (3) Taumalolo Straftritte: Hola (2) Taumalolo | Honjō-Stadion, Kitakyūshū Zuschauer: 8.100 Schiedsrichter: Bryce Lawrence (Neuseeland) |

| 9. Juni 2006 20:00 NZST | Junior All Blacks | 56 : 12        | Samoa                                          | North Harbour Stadium, Albany Zuschauer: 5.100 Schiedsrichter: Marius Jonker (Südafrika) |
| 9. Juni 2006 20:00 NZST | Versuche: Williams (2) K. Senio J. Schwalger Atiga Gopperth Waqaseduadua Erhöhungen: Gopperth (6) Straftritte: Gopperth (3) | (30:7) Bericht | Versuche: J. Senio Fe’aunati Erhöhungen: Sanft | North Harbour Stadium, Albany Zuschauer: 5.100 Schiedsrichter: Marius Jonker (Südafrika) |

| 10. Juni 2006 19:30 AEST | Tonga                                                                | 24 : 23         | Fidschi                                                               | Central Coast Stadium, Gosford Zuschauer: 3.582 Schiedsrichter: Craig Joubert (Südafrika) |
| 10. Juni 2006 19:30 AEST | Versuche: Hufanga Vaikona Lutui Erhöhungen: Hola (3) Dropgoals: Hola | (10:13) Bericht | Versuche: Ratuvou Luveitasau Erhöhungen: Bai (2) Straftritte: Bai (3) | Central Coast Stadium, Gosford Zuschauer: 3.582 Schiedsrichter: Craig Joubert (Südafrika) |

| 17. Juni 2006 14:00 NZST | Samoa | 53 : 9         | Japan                                 | Yarrow Stadium, New Plymouth Zuschauer: 4.200 Schiedsrichter: Matt Goddard (Australien) |
| 17. Juni 2006 14:00 NZST | Versuche: Faʻatau Farani Tuilagi Iosua (2) Lima J. Senio (2) Erhöhungen: Vili (4) Sanft Straftritte: Vili | (22:9) Bericht | Straftritte: Ando (2) Dropgoals: Ando | Yarrow Stadium, New Plymouth Zuschauer: 4.200 Schiedsrichter: Matt Goddard (Australien) |

| 17. Juni 2006 14:00 NZST | Junior All Blacks                                                                                              | 38 : 10        | Tonga                                              | Yarrow Stadium, New Plymouth Zuschauer: 4.200 Schiedsrichter: Wayne Barnes (England) |
| 17. Juni 2006 14:00 NZST | Versuche: Tuitavake Waqaseduadua Gopperth (2) McIntyre Erhöhungen: Gopperth McIntyre Straftritte: Gopperth (3) | (20:3) Bericht | Versuche: Lutui Erhöhungen: Hola Straftritte: Hola | Yarrow Stadium, New Plymouth Zuschauer: 4.200 Schiedsrichter: Wayne Barnes (England) |

| 24. Juni 2006 14:30 NZST | Junior All Blacks                                                   | 38 : 8         | Japan                               | Carisbrook, Dunedin Zuschauer: 3.500 Schiedsrichter: Christophe Berdos (Frankreich) |
| 24. Juni 2006 14:30 NZST | Versuche: Tuitavake (3) Ralph (2) McIntyre Erhöhungen: McIntyre (4) | (19:3) Bericht | Versuche: Miyake Straftritte: Ikeda | Carisbrook, Dunedin Zuschauer: 3.500 Schiedsrichter: Christophe Berdos (Frankreich) |

| 24. Juni 2006 15:00 FJT | Fidschi                                                        | 23 : 20        | Samoa                                                                              | National Stadium, Suva Zuschauer: 7.000 Schiedsrichter: Wayne Barnes (England) |
| 24. Juni 2006 15:00 FJT | Versuche: Ligairi (2) Erhöhungen: Bai (2) Straftritte: Bai (3) | (17:5) Bericht | Versuche: Farani Fuimaono-Sapolu Sititi Erhöhungen: Crichton Straftritte: Crichton | National Stadium, Suva Zuschauer: 7.000 Schiedsrichter: Wayne Barnes (England) |

| 1. Juli 2006 19:30 AEST | Tonga | 0 : 36         | Samoa                                                                                          | Central Coast Stadium, Gosford Zuschauer: 5.172 Schiedsrichter: Christophe Berdos (Frankreich) |
| 1. Juli 2006 19:30 AEST |       | (0:10) Bericht | Versuche: Tuilagi M. Schwalger Johnston Faʻatau Erhöhungen: Crichton (4) Straftritte: Crichton | Central Coast Stadium, Gosford Zuschauer: 5.172 Schiedsrichter: Christophe Berdos (Frankreich) |

| 1. Juli 2006 19:00 JST | Japan                                                       | 15 : 29        | Fidschi                                                                                 | Nagai-Stadion, Osaka Zuschauer: 5.263 Schiedsrichter: Wayne Barnes (England) |
| 1. Juli 2006 19:00 JST | Versuche: Takei O’Reilly Erhöhungen: Ando Straftritte: Ando | (3:15) Bericht | Versuche: Ratuvou Leawere Doviverata Qera Erhöhungen: Bai (2) Ruivadra Straftritte: Bai | Nagai-Stadion, Osaka Zuschauer: 5.263 Schiedsrichter: Wayne Barnes (England) |